# Wildwasserpaddeln

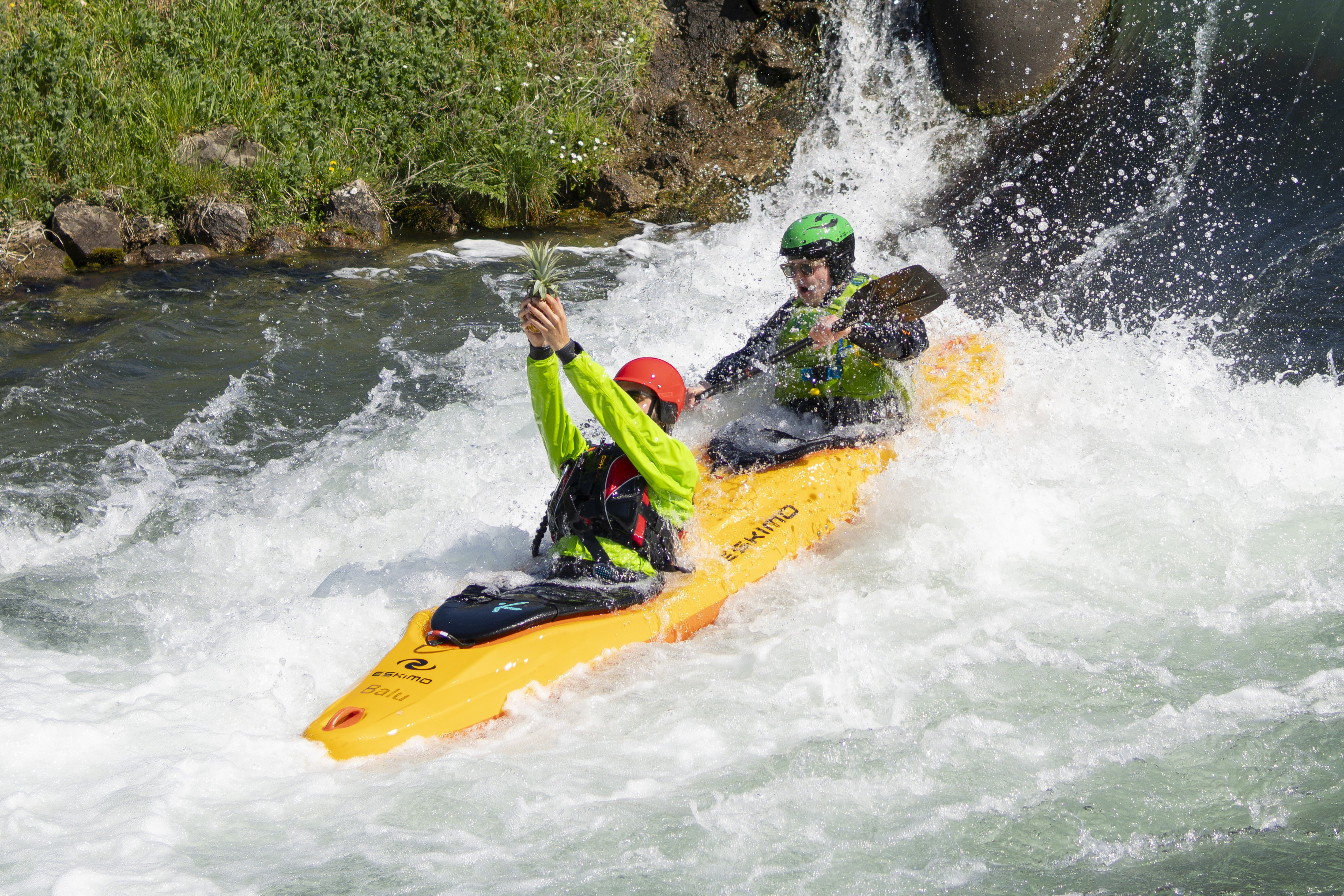
Zweisitziges Wildwasser Kajak aus Kunststoff

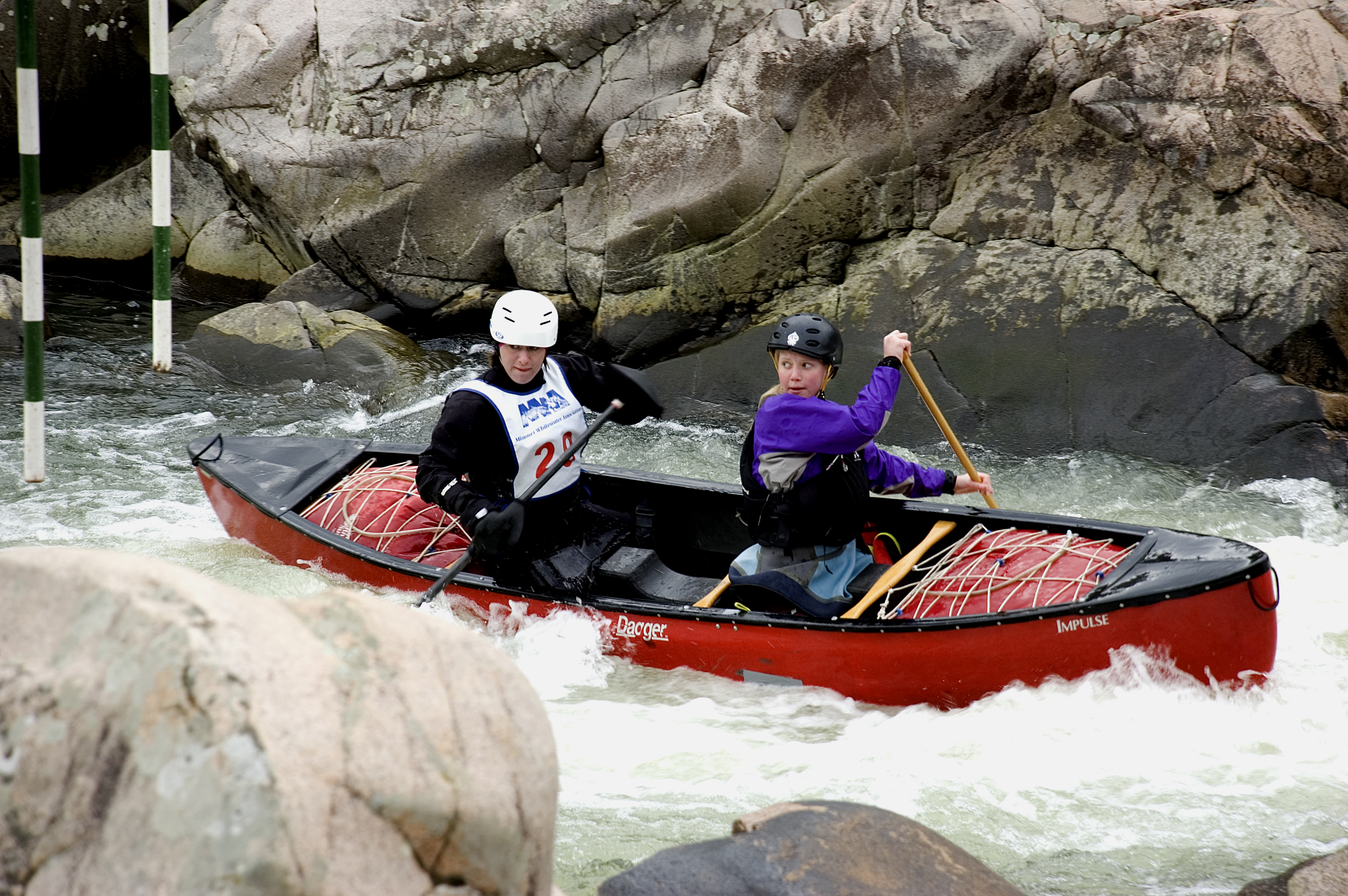
Wildwasserkanadier (C-2)

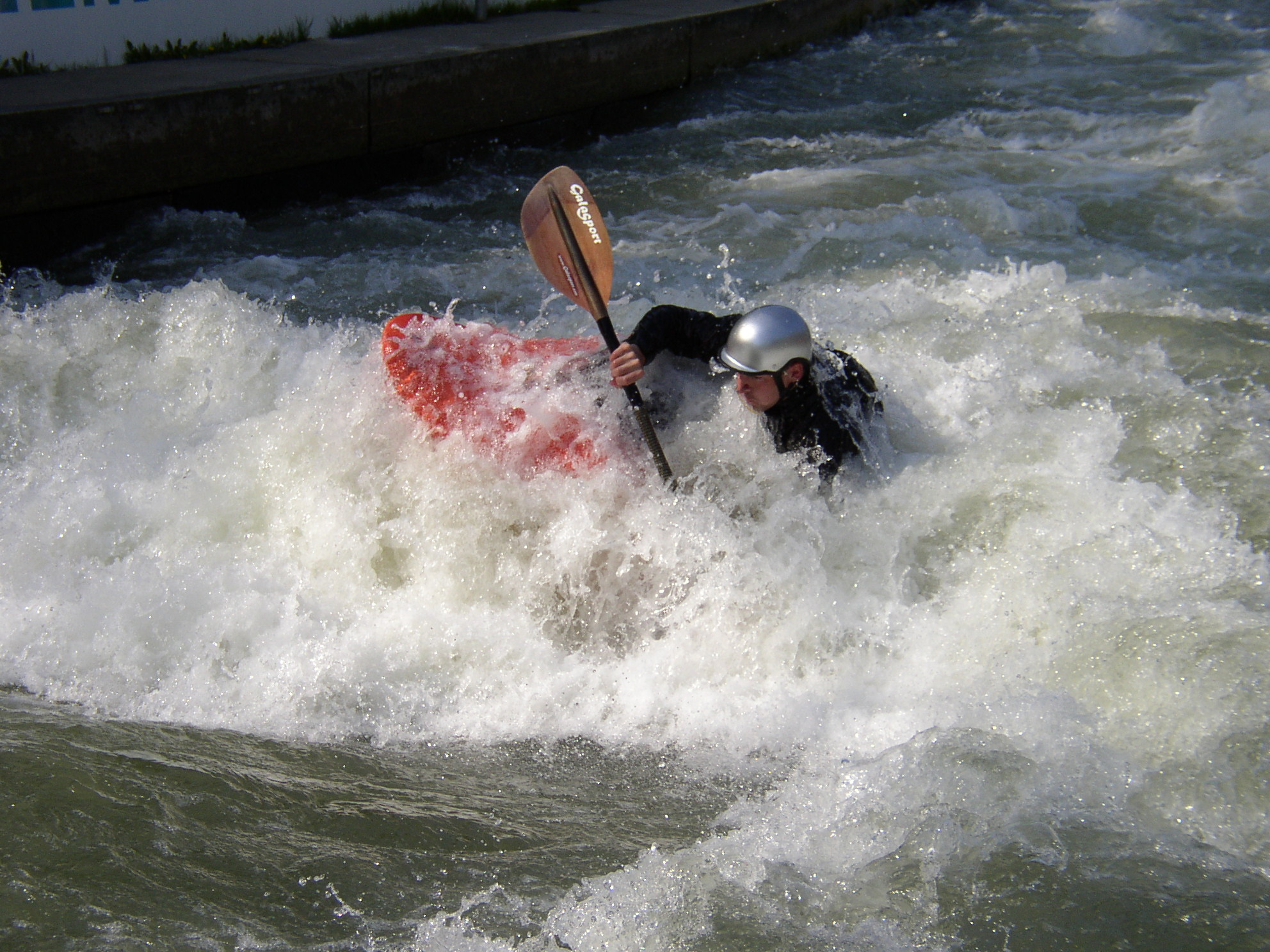
Playboating im Augsburger Eiskanal (K-1)

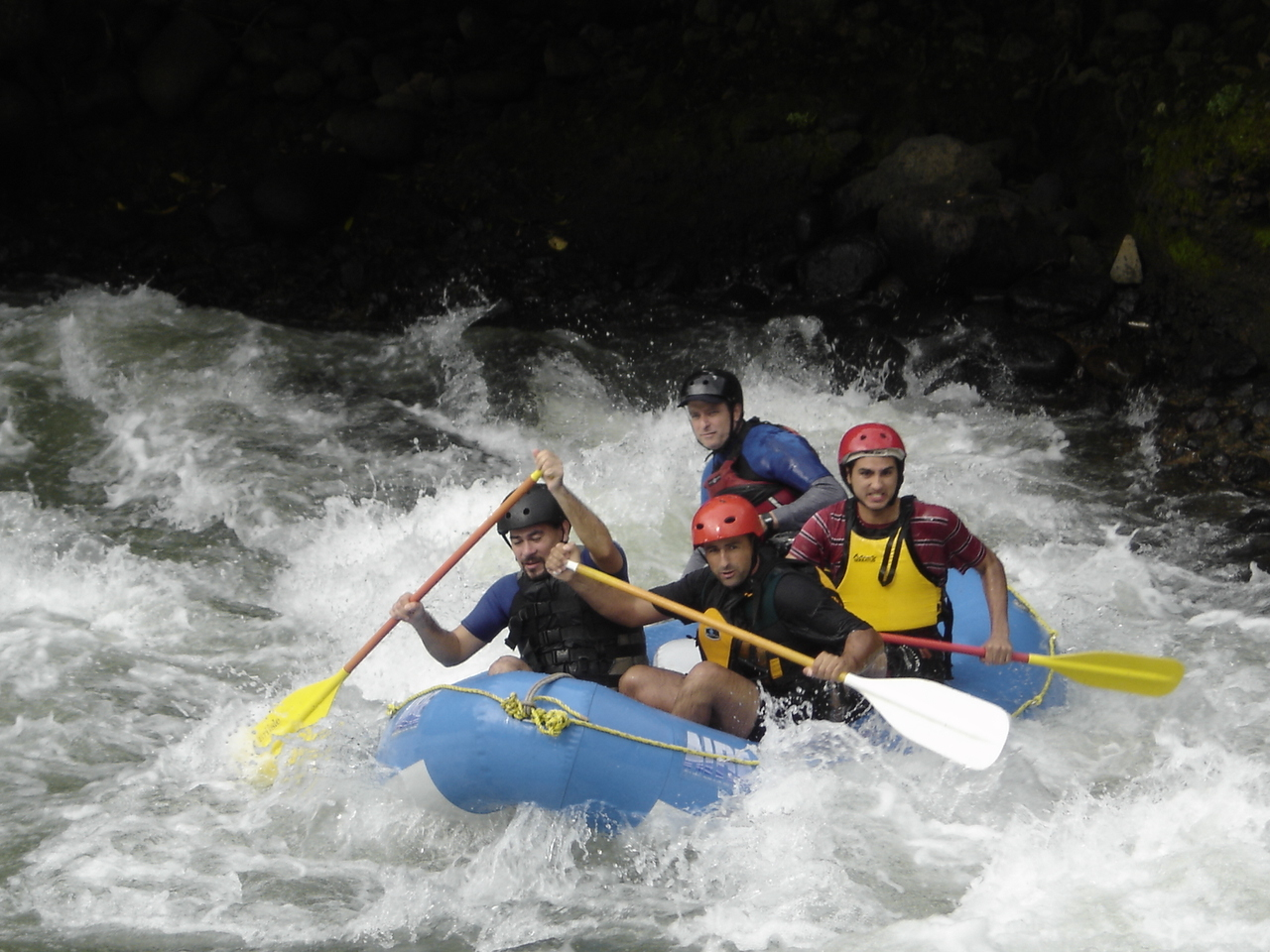
Rafting auf dem Pescadosfluss in Veracruz, Mexiko

Wildwasserpaddeln ist eine Form des Kanusports, bei der Wildwasser mit einem Wildwasserkanu oder Raft befahren wird. 

## Schwierigkeiten
Man unterscheidet die Schwierigkeit nach der sechsstufigen Wildwasserschwierigkeitsskala, wobei hier vor allem Wassermenge (Durchfluss), Gefälle und (Verletzungs)risiken bzw. Gefahren eine Rolle spielen. Wichtig ist die taktische Einschätzung von Stromschnellen oder Katarakten, Kehrwasser, Fällen, Kaskaden, Walzen, Unterspülungen sowie Strömungen und anderen Stellen des Wildwassers.

## Breitensport und Wettkampf
Als Breitensport wird Wildwasserpaddeln aus reinem Vergnügen ausgeübt, unter anderem in den Formen Riverrunning, Creeking, Squirtboating und Spielbootfahren (Kanurodeo), aber auch in manchen Wettkampfformen (für Kurzdarstellungen der jeweiligen Bootstypen siehe Wildwasserkanu). Wettkämpfe auf Wildwasser werden in den Disziplinen Wildwasserrennsport, Kanuslalom, Extreme Racing, Squirtboating und Freestyle (Wettkampfform des Spielbootfahrens) ausgerichtet. Das Wildwasser-Extrem-Paddeln bezeichnen einige Wildwasserpaddler auch als »stürzen gehen«, was den Charakter der befahrenen Flüsse widerspiegelt: steil, verblockt, wuchtig. Im engeren Sinne ist mit „Stürzen“ das Befahren von Wasserfällen gemeint.

## Ausrüstung und Sicherheit
Wildwasserpaddeln kann gefährlich sein, wenn man keine Sicherheitsvorkehrungen einhält. Grundlegend ist dafür in der Regel die Ausrüstung mit Schwimmweste und Helm. Je nach Situation können – insbesondere für allein oder in verantwortungsvoller Position fahrende Paddler – außerdem für die Schwimmweste ein Brustgurt mit kurzer Sicherungsleine (Cowtail) sinnvoll sein sowie Wurfsack mit Wurfleine, Karabinerhaken und Rettungsmesser. Empfohlen wird für das Befahren von Strecken mit höheren Schwierigkeitsgraden auch ein Sicherheitstraining.

## Künstliche Strecken
Wildwasserpaddler nutzen neben natürlichen Gewässern zunehmend künstliche Strecken von Wildwasseranlagen wie den Augsburger Eiskanal oder den Kanupark Markkleeberg.